# Theridion melanostictum
Theridion melanostictum là một loài nhện trong họ Theridiidae.
Loài này thuộc chi Theridion. Theridion melanostictum được Octavius Pickard-Cambridge miêu tả năm 1876.